# Tambour de Boukharie
Le Tambour de Boukharie est une race de pigeon domestique originaire d'Asie centrale. Il appartient au groupe des pigeons tambours.

## Historique
Le Tambour de Boukharie est une race ancienne. Elle est citée par l'auteur britannique John Moore dans son livre Columbarium en 1735. Son origine exacte n'est pas connue mais les recherches menées par différents auteurs ont conclu que la race est originaire d'Asie centrale et du sud de la Russie, plus particulièrement de la région de Boukharie. La ville de Boukhara est citée comme le berceau de la race et est à l'origine de son nom. Anciennement en Russie, la ville fait partie de la province de Boukhara, une des douze provinces de l'Ouzbékistan.
À Boukhara, les oiseaux étaient traditionnellement élevés dans les bâtiments religieux (monastères et mosquées). Un commerce florissant et de nombreux échanges commerciaux avaient lieu avec l'Occident. Avec les collectionneurs de pigeons cherchant toujours de nouvelles races exotiques, la race se diffuse en Europe au XIXe siècle. Les premiers oiseaux sont importées en Angleterre au début des années 1850. Avec les différents imports, la race se retrouve également en Allemagne et en France. À la fin du XIXe siècle, malgré les échanges, elle reste rare en France.
La race est importée aux États-Unis au début du XXe siècle, mais elle reste rare en raison de son prix. Ce sont les frères Grace, deux éleveurs américains de Capucins, qui y développent la race. Le club dédié à celle-ci est créé en 1948 sous le nom de International Russian Trumpeter Club ; il sera renommé International Bokhara Trumpeter Club en 1956. Parmi les différentes races de Tambours, le Boukharie est l'une des plus populaires chez les Américains.
La race est classée comme « Pigeon tambour » par la Commission européenne des standards pigeons (CESP).

## Description

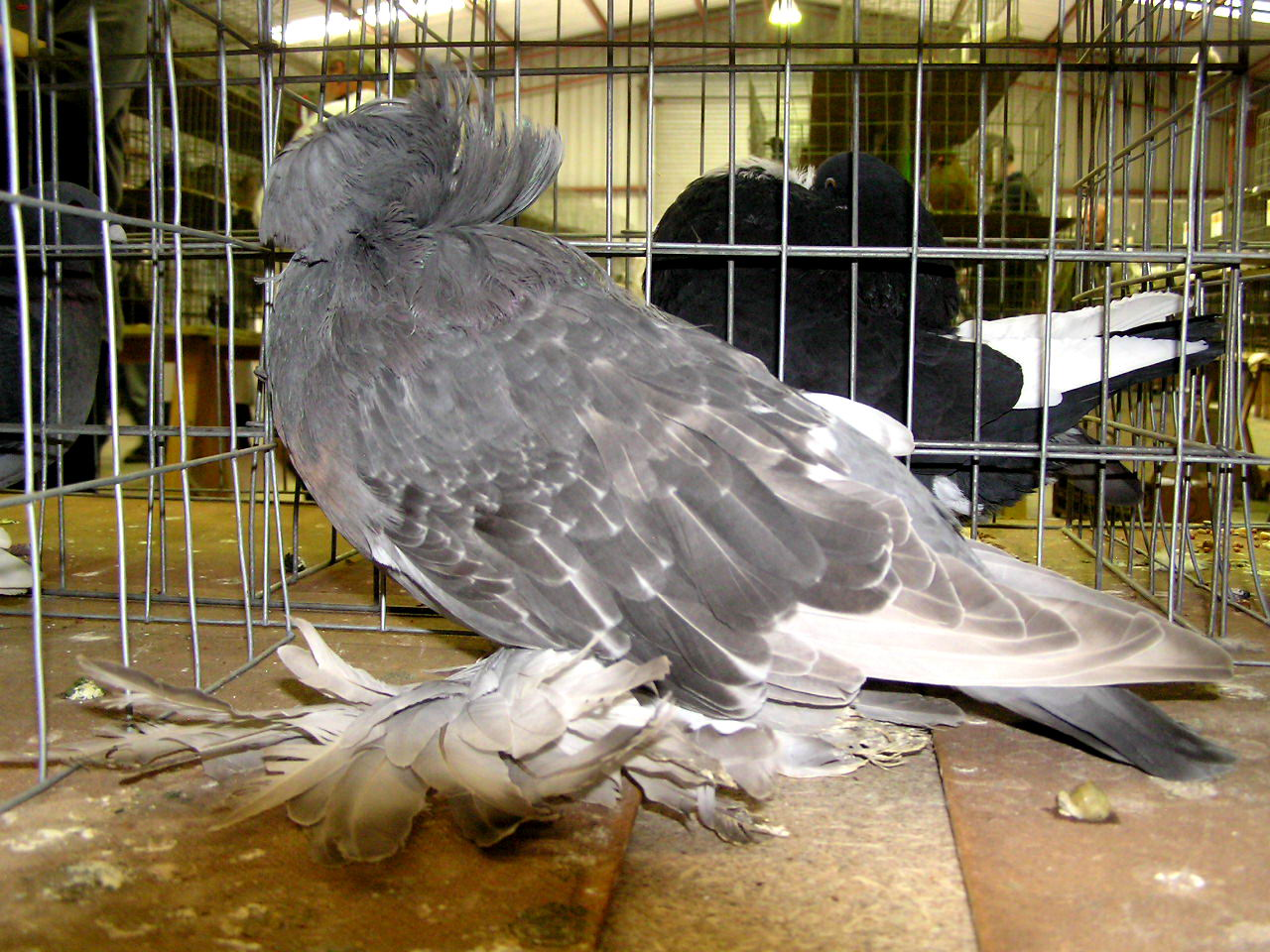

Le Tambour de Boukharie est un oiseau trapu, à la poitrine large et arrondie. Sa tête est ornée d'une coquille large et d'une rosace sur le sommet. Celle-ci doit être bien régulière et ne doit pas gêner la vue de l'oiseau. Le cou est court et massif. Le dos est large, la queue assez longue (jusqu'à 15 cm). Les pattes sont courtes et fortement emplumées : les cuisses et les jambes portent des plumes longues ; les doigts sont également recouverts de longues plumes qui s'arrondissent vers l'arrière et pouvant atteindre les 10 cm,. Le Tambour de Boukharie vole très mal, gêné par ses longues plumes qui le freinent.
Il mesure 42 cm pour une envergure de 80 cm et un poids d'environ 370 grammes. De nombreuses couleurs existent chez cette race.

## Élevage
L'oiseau est élevé comme oiseau d'ornement, pour son apparence et son roucoulement atypique. Ses vocalisations ressemblent au roulement continu d'un tambour. L'oiseau a un deuxième type de roucoulement, il répète deux syllabes : « glou glou ». Cela lui a valu le nom de Glouglou Tambour ou Tambour glou glou.
L'oiseau peut servir d'animal de compagnie. Il est calme et ne demande pas plus d'entretien qu'un pigeon « normal ».
Lors de la reproduction, l'éleveur doit couper les longues plumes des pattes pour faciliter la fécondation et la couvaison. Dans le cas contraire, les oiseaux risquent de jeter les œufs hors du nid ou d'écraser les oisillons avec leurs longues plumes. Une autre solution est d'utiliser un couple de pigeons d'une autre race pour l'élevage des jeunes.

## Standard
Le standard de la race est géré par la Grande-Bretagne (GB/0501). L'oiseau est bagué avec une bague de 12 mm.